# Sereje (gmina)
Sereje – dawna gmina wiejska istniejąca na przełomie XIX i XX wieku w guberni suwalskiej. Siedzibą władz gminy były Sereje (lit. Seirijai) (do 1870 odrębna gmina miejska).
Za Królestwa Polskiego gmina należała do powiatu sejneńskiego w guberni suwalskiej. 31 maja 1870 do gminy przyłączono pozbawione praw miejskich Sereje. 
Po odzyskaniu niepodległości przez Polskę i Litwę powiat sejneński został w 1919 roku przedzielony granicą, w związku z czym obszar gminy Sereje znalazł się w państwie litewskim.